# Museo prefetturale d'arte di Miyazaki
Il Museo prefetturale d'arte di Miyazaki (宮崎県立美術館?, Miyazaki Kenritsu Bijutsukan) è stato fondato a Miyazaki, in Giappone, nel 1995. Le sue collezioni si concentrano su artisti collegati in qualche modo alla prefettura di Miyazaki, ma comprendono anche opere di Pablo Picasso, Paul Klee e René Magritte.